# Aydon
Aydon est un village du Northumberland en Angleterre, situé à environ 3 km au nord-est de Corbridge et à 29 km de Newcastle upon Tyne.